# 全海澈
全海澈（：／ Jeon Hae-cheol，1962年5月18日—），大韓民國自由派政治人物，第19屆至第21屆國會議員，曾任韓國行政安全部部長。